# NGC 1640
NGC 1640 je galaksija u zviježđu Eridanu.

## Vanjske poveznice
- SEDS: NGC 1640